# Catocala relicta
Catocala relicta ist ein in Nordamerika vorkommender Schmetterling (Nachtfalter) aus der Familie der Eulenfalter (Noctuidae).

## Merkmale

### Falter
Die Falter erreichen eine Flügelspannweite von 70 bis 80 Millimetern. Die Vorderflügeloberseite ist hellgrau bis aschgrau oder weißgrau gefärbt. Innere und äußere Querlinie sind schwarz, stark gezackt und jeweils doppelt ausgebildet. Die Wellenlinie ist meist nur angedeutet. Eine dunkle Nierenmakel mit darunter befindlicher weißlicher Sub-Nierenmakel heben sich deutlicher ab. Die Fransen sind weiß. Auf der schwarzbraun gefärbten Hinterflügeloberseite befindet sich ein weißes Band, das im Halbkreis vom Vorder- zum Innenrand verläuft. Die Fransen sind weiß. Auf den Flügelunterseiten heben sich stark kontrastierende breite schwarze Querbinden ab. Die Hinterflügel zeigen zusätzlich noch einen schwarzen, halbmondförmigen Diskalfleck.

### Raupe, Puppe
Ausgewachsene Raupen sind hellgrau bis gelbgrau gefärbt und mit feinen schwarzen Punkten versehen. Auf dem dunkel gefärbten achten Segment befindet sich eine deutliche schwarze Erhebung. Die rotbraune Puppe ist stark hellblau bereift.

## Verbreitung und Lebensraum
Catocala relicta kommt in den mittleren Regionen Nordamerikas verbreitet bis lokal vor. Die Art besiedelt Laubwälder.

## Lebensweise
Die nachtaktiven, univoltinen Falter sind zwischen Juli und Oktober anzutreffen. Sie besuchen künstliche Lichtquellen und sehr gerne angelegte Köder. Die Raupen ernähren sich von den Blättern verschiedener Pappel- (Populus), Weiden- (Salix) und Birken-Arten (Betula). Die Art überwintert im Eistadium.